# Deba (Guipúscoa)
Deba és un municipi de Guipúscoa, al País Basc. Situat a la desembocadura del riu Deba, pertany a la comarca del baix Deba. Amb origen en el proper nucli rural d'Itziar, es va establir en l'actual ubicació en 1343 amb el nom de Montreal de Deba, que ja tenia en la seva fundació el 24 de juny de 1294. Té una gran platja, que és el seu atractiu turístic principal, juntament amb la seva gran albereda. Es distribuïx per dos vessants diferents, la del riu Deba i la del riu Urola, i el seu terreny és molt accidentat. La costa destaca per la rasa mareal que s'estén fins a Zumaia. Se situa en el marge dret de la ria que el riu Deva forma en la seva desembocadura; en ella, en una altra època, hi va haver un port comercial important; en l'actualitat únicament s'utilitza com a port esportiu i d'esbarjo.

## Ubicació i accessos
Situada en l'extrem més occidental de la província, i pertanyent a la comarca del baix Deba, es troba en el marge dret de la ria del Deba. Part del territori municipal s'expandeix per la conca del Urola i pels alts d'Itziar i Lastur, elevant-se sobre la costa. Deva limita, al nord amb el mar Cantàbric, a l'est amb Zumaia, al sud amb Mendaro i Zestoa i a l'oest amb Mutriku.

## Eleccions municipals

### Eleccions municipals 1979
Es van presentar quatre partits a l'ajuntament; EAJ-PNB, Euskadiko Ezkerra, Herri Batasuna i PSE. Els resultats van ser els següents:
- Eusko Alderdi Jeltzalea - Partit Nacionalista Basc : 1255 vots (7 escons)
- Euskadiko Ezkerra : 596 vots (3 escons)
- Herri Batasuna : 469 vots (2 escons)
- Partit Socialista d'Euskadi : 205 vots (1 escó)

### Eleccions municipals 1983
Es van presentar exactament els quatre mateixos partits que en les primeres eleccions municipals; EAJ-PNB, EE, HB i PSE. Els resultats van ser els següents: 
- Eusko Alderdi Jeltzalea - Partit Nacionalista Basc : 1267 vots (7 escons)
- Euskadiko Ezkerra : 560 vots (3 escons)
- Herri Batasuna : 487 vots (2 escons)
- Partit Socialista d'Euskadi : 242 vots (1 escó)

### Eleccions municipals 1987
Als quatre partits anteriors, se'ls va sumar Eusko Alkartasuna en la lluita per l'ajuntament, la qual va donar la sorpresa sent la llista vencedora en el municipi, mentre que el PSE va perdre l'únic escó en l'ajuntament, i per tant, es va quedar sense cap representació en el municipi. El resultat va quedar així: 
- Eusko Alkartasuna : 702 vots (3 escons)
- Herri Batasuna : 669 vots (3 escons)
- Eusko Alderi Jeltzalea - Partit Nacionalista Basc : 622 vots (3 escons)
- Euskadiko Ezkerra : 605 vots (2 escons)
- Partit Socialista d'Euskadi : 178 vots (0 escons)

### Eleccions municipals 1991
Es van presentar els mateixos partits que en les eleccions de 1987, i el repartiment d'escons va seguir igual, llevat d'Eusko Alkartasuna, que va guanyar un escó a costa de EAJ-PNB. Així va quedar el resultat: 
- Eusko Alkartasuna : 818 vots (4 escons)
- Herri Batasuna : 637 vots (3 escons)
- Eusko Alderdi Jeltzalea - Partit Nacionalista Basc : 585 vots (2 escons)
- Euskadiko Ezkerra : 483 vots (2 escons)
- Partit Socialista d'Euskadi : 176 vots (0 escons)

### Eleccions municipals 1995
En aquestes eleccions a l'ajuntament desapareix Euskadiko Ezkerra com a partit en si, ja que es va fusionar amb el PSE, i apareix una nova candidatura independents per Deba. El resultat foren: 
- Eusko Alkartasuna : 1040 vots (5 escons)
- Eusko Alderdi Jeltzalea - Partit Nacionalista Basc : 852 vots (4 escons)
- Herri Batasuna : 556 vots (3 escons)
- Independents per Deba : 250 vots (1 escó)
- Partit Socialista d'Euskadi - Euskadiko Ezkerra : 159 vots (0 escons)

### Eleccions municipals 1999
Es mantenen les candidatures anteriors, exceptuant Herri Batasuna, que va ser il·legalitzada, però de seguida va sorgir l'alternativa de Euskal Herritarrok. També el Partit Popular va presentar candidatura per primera vegada en el municipi.
- Eusko Alkartasuna : 1304 vots (6 escons)
- Euskal Herritarrok : 788 vots (4 escons)
- Eusko Alderdi Jeltzalea : 588 vots (2 escons)
- Independents per Deba : 235 vots (1 escó)
- Partit Socialista d'Euskadi - Euskadiko Ezkerra : 112 vots (0 escons)
- Partit Popular : 99 vots (0 escons)

### Eleccions municipals 2003
Desapareix la formació Euskal Herritarrok (fou il·legalitzada), i es presenta Ezker Batua, més la resta de formacions ja presentades anteriorment. Va resultar guanyadora la coalició EAJ-PNB/EA, amb majoria absoluta. El resultat va ser el següent: 
- Coalició Eusko Alderdi Jeltzalea - Partit Nacionalista Basc / Eusko Alkartasuna : 1963 vots (11 escons)
- Independents per Deba : 326 (1 escó)
- Ezker Batua : 177 vots (1 escó)
- Partit Socialista d'Euskadi - Euskadiko Ezkerra : 116 vots (0 escons)
- Partit Popular : 105 vots (0 escons)

### Eleccions municipals 2007
Set llistes es van presentar a les eleccions a l'ajuntament de Deba aquest passat 2007. Entra per primera vegada la formació EAE-ANV assolint un segon lloc, i va haver coalició entre Ezker Batua i Aralar. Els resultats van ser els següents: 
- Eusko Alkartasuna : 941 (5 escons)
- Eusko Abertzale Ekintza - Acció Nacionalista Basca : 698 vots (3 escons)
- Eusko Alderdi Jeltzalea - Partit Nacionalista Basc : 475 vots (2 escons)
- Ezker Batua / Aralar : 472 vots (2 escons)
- Independents per Deba : 234 vots (1 escó)
- Partit Socialista d'Euskadi - Euskadiko Ezkerra : 88 vots (0 escons)
- Partit Popular : 73 vots (0 escons)

Aquests resultats van donar la victòria a l'actual alcalde de la localitat, Jesús María Aguirrezabala Goitokia, per part d'Eusko Alkartasuna. Destacar que el Partit Socialista d'Euskadi - Euskadiko Ezkerra va perdre l'únic escó que disposava en la localitat en les eleccions de 1987, i no ho ha tornat a recuperar, mentre que el Partit Popular ha debutat obtenint sempre molt mals resultats (sempre com última força més votada), i sense haver assolit mai representació en l'ajuntament. La ideologia vencedora en el municipi ha estat habitualment l'esquerra nacionalista de Eusko Alkartasuna, llevat dels primers anys que els vencedors van ser els peneuvistes.

## Economia
Històricament l'economia de Deba ha estat sustentada pel comerç i la indústria, a més de l'activitat rural centrada en la ramaderia i agricultura. Les rutes comercials que per mar arribaven al llavors port de Deba o al veí fluvial d'Alzola, a Elgoibar allà pels segles xvi i xvii. Tenia dues ferreries i el comerç de la llana castellana, que arribava per Vitòria, i el ferro anglès feia que Deba fos considerada rica. En la seva ria va haver drassanes fins al segle xx. En l'actualitat, igual que antany, també són la indústria i el comerç, aquesta vegada amb caràcter de turisme, els quals mantenen l'economia de la vila. El sector serveis, amb prop d'un 50% de l'ocupació, i la indústria, amb un 38%, són el pilar econòmic. La ramaderia i agricultura mantenen una certa importància.
El sector primari, amb 3.506 ha dedicades a explotacions agrícoles i ramaderes, principalment ramaderes, ocupa, en les 220 petites explotacions, al 6,5% de la població activa. L'agricultura és gairebé exclusivament per a l'autoconsum i la venda en els mercats de les pobles de la comarca. Les ramaderies es dediquen a la llet i a la carn. Hi ha alguna ramaderia de toros braus a Lastur i Itziar.
En el sector secundari, la indústria metal·lúrgica, com en la resta de la comarca, és la qual monopolitza, pràcticament, aquest sector. Les indústries d'accessoris de l'automòbil i la màquina eina són les quals estan més implantades. S'aprofiten algunes terres de la vall del Deba para la seva ubicació, encara que el focus industrial important es troba en Itziar. La comarca del baix Deva, eminentment industrial i poc extensa, té un tipus d'ubicació industrial que permet als habitants dels seus pobles viure en uns i treballar en uns altres. Les necessitats de les fàbriques situades en els centres històrics industrials, com Eibar i Elgoibar, han fet que s'expandeixin per tota la comarca i encara fora d'ella.
El sector serveis, basat en el turisme, ocupa a prop del 50% de la població activa. El gran atractiu turístic és la platja, i al voltant d'ella s'han desenvolupat diverses activitats d'hostaleria, restaurants, hotels, etc. La part rural del municipi està accedint a aquesta activitat mitjançant el turisme rural.

## Persones il·lustres
- José Arana Goróstegui, (1911-1971), futbolista
- Ibon Aranberri, (n. 1969), artista
- Jokin Aperribay, (n. 1966), empresari
- Asier Riesgo (n. 1983), futbolista